# Sabanetas
Sabanetas es una aldea del municipio de Macuelizo del departamento de Santa Bárbara, Honduras. Es una aldea integrada por 96 familias que se dedican a la agricultura y ganadería.

## Historia
Sabanetas viene de la palabra "Sabana" que significa: pradera tropical poblada de arbustos y diversidad de árboles de varios tipos.
Los primeros habitantes vivían en casas construidas de Bahareque o "embarradas" (Una mezcla de lodo, madera cilíndrica, bejuco y piedra pequeña) luego empezaron a hacerlas de adobes y actualmente de concreto o bloques. Ellos fueron emigrantes de los departamentos de: Copán, Lempira y Ocotepeque.

## Ubicación
Está ubicada junto al desvío que va hacia Nueva Frontera a 4 km de la carretera principal que conduce hacia la ciudad de Santa Rosa de Copán. Sabanetas, está por el desvío hacia el municipio de Azacualpa con dirección en Virrey, una aldea junto a la carretera principal; Sabanetas esta después de Cunta y anterior del municipio de la localidad de Macuelizo cabecera municipal.

## Infraestructuras
La aldea cuenta con casas construidas de ladrillos (bloques) y aún se pueden apreciar las edificadas con bahareque y adobe, asimismo existen: una iglesia católica, una evangélica. y un campo (cancha) para deporte. 